# Helen Nilsson
Helen Nilsson, född 24 november 1970, är en svensk före detta fotbollsspelare.
Nilsson representerade på klubbnivå Myssjö/Oviken IF Gideonsbergs IF och Sundsvalls DFF. Hon spelade 36 A-landskamper (6 mål) för Sverige, och var med i truppen som tog brons i VM 1991. Hon var även med i VM 1995.